# 瑃常在

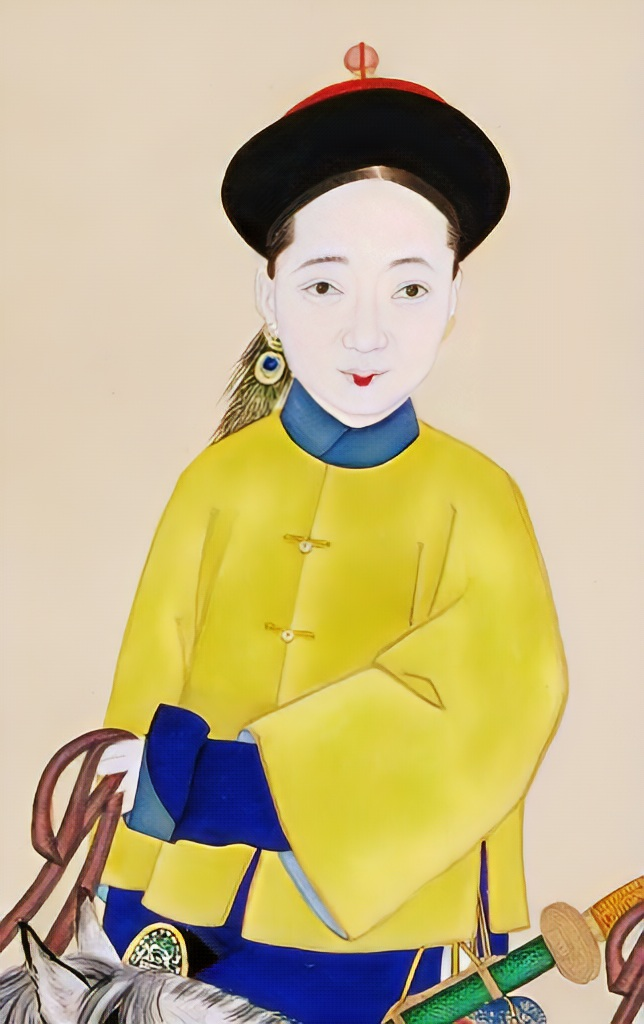
春贵人

瑃常在（？—1859年），明安氏（暝諳氏），滿洲旗人出身。清朝咸丰帝之常在。

## 生平
咸豐二年，封為春貴人。同年四月至五月間，貞嬪、英嬪、蘭貴人、麗貴人、春貴人和婉常在六人先後進入咸豐帝所在的圓明園，五月十一日，春貴人和婉常在位下各自新進四名官女子 ，五月十二日，春貴人和婉常在進入圓明園。由圓明園回宮後，春貴人、婉常在與雲嬪同居承乾宮。同年，咸豐帝賞賜皇后和其他內廷主位「福」、「壽」字和對聯時，賞賜名單内不見春貴人之名。
咸丰三年九月初二日，春貴人因故降为春常在，而英嬪的位序改為在雲嬪之後，九月初三日，改降為明常在，而英嬪則降為伊貴人。同年十月，明常在訊問宮女素娟、安祿，以調查「短青金石褂鈕一副、金鐲一對、金扁方一隻」的下落，發現太監王立華在七月初二日拿走金鐲和金扁方做樣子，至今未有交回相關物品。總管太監呂泰等指出太監王立華在十月初四日逃走，隨即被步軍統領衙門拏獲。在口供中，王立華提及他無力償還債務，想起主子曾說過要買玉鐲和扁方，於是以做樣子為由，向宮女素娟、安祿拿走了金鐲和扁方，並且將這些物品抵押給當鋪，得到二百二十吊錢。當主子向他查問時，就以金鐲和扁方尚未取回為由，支吾過去。九月底時，他從當鋪中贖出金鐲和扁方，將金鐲賣給天利銀號，得銀六十二兩，又將扁方賣給廣升銀號，得銀四十兩。主子再次向他查問時，他說不出任何解釋，便急忙逃走。
咸丰五年，已經改居景仁宮，同年二月二十四日，降为暝谙答应，而伊貴人則降為伊常在。暝諳是满语单词“千”（minggan （页面存档备份，存于））的音译，也是她的姓氏。暝諳答應位下的官女子人數依照答應之例配給，但是她的宮分仍然依照常在之例發給。
咸丰六年五月二十五日，暝諳答應晉為瑃常在，而伊答應則晉為玶常在。
咸丰九年正月初四日，瑃常在去世。正月十五日彩棺奉移暂安。同治四年九月二十五日瑃常在彩棺奉安妃园寝。